# The Warriors Gate
The Warriors Gate (bra: Portal dos Guerreiros; prt: O Portal do Guerreiro) é um filme de ação, de aventura e de fantasia chinês e francês de 2016 dirigido por Matthias Hoene e escrito por Luc Besson e Robert Mark Kamen. Foi lançado na China em 18 de novembro de 2016 em 2D, 3D e China Film Giant Screen 3D, estreou em Portugal em 13 de julho de 2017 em 2D e no Brasil em maio de 2018 para filmes online.

## Sinopse
Jack Bronson (Uriah Shelton), um adolescente  é magicamente transportado para a China e aprende a converter suas habilidades de videogame para as de um guerreiro Kung Fu para salvar a Princesa Su Lin (Ni Ni) das garras do poderoso Arun The Cruel (Dave Bautista), e para isso conta com a ajuda do guarda imperial Zhao (Mark Chao).

## Elenco
- Mark Chao como Zhao.
- Ni Ni como Su Lin.
- Uriah Shelton como Jack Bronson.
- Dave Bautista como Arun the Cruel.
- Francis Ng como Wizard.
- Sienna Guillory como Annie Bronson.
- Ron Smoorenburg como The Black Knight.
- Dakota Daulby como Travis Leigh.

## Produção
O filme tem um orçamento de ¥ 300 milhões. As filmagens começaram em 4 de maio de 2015. O filme foi filmado em Hengdian World Studios em Jinhua, China e em British Columbia, Canadá.